# David Lucas (graveur)
Pour les articles homonymes, voir David Lucas.
David Lucas (1802-1881) est un graveur anglais en manière noire, connu pour son association avec John Constable.

## Biographie

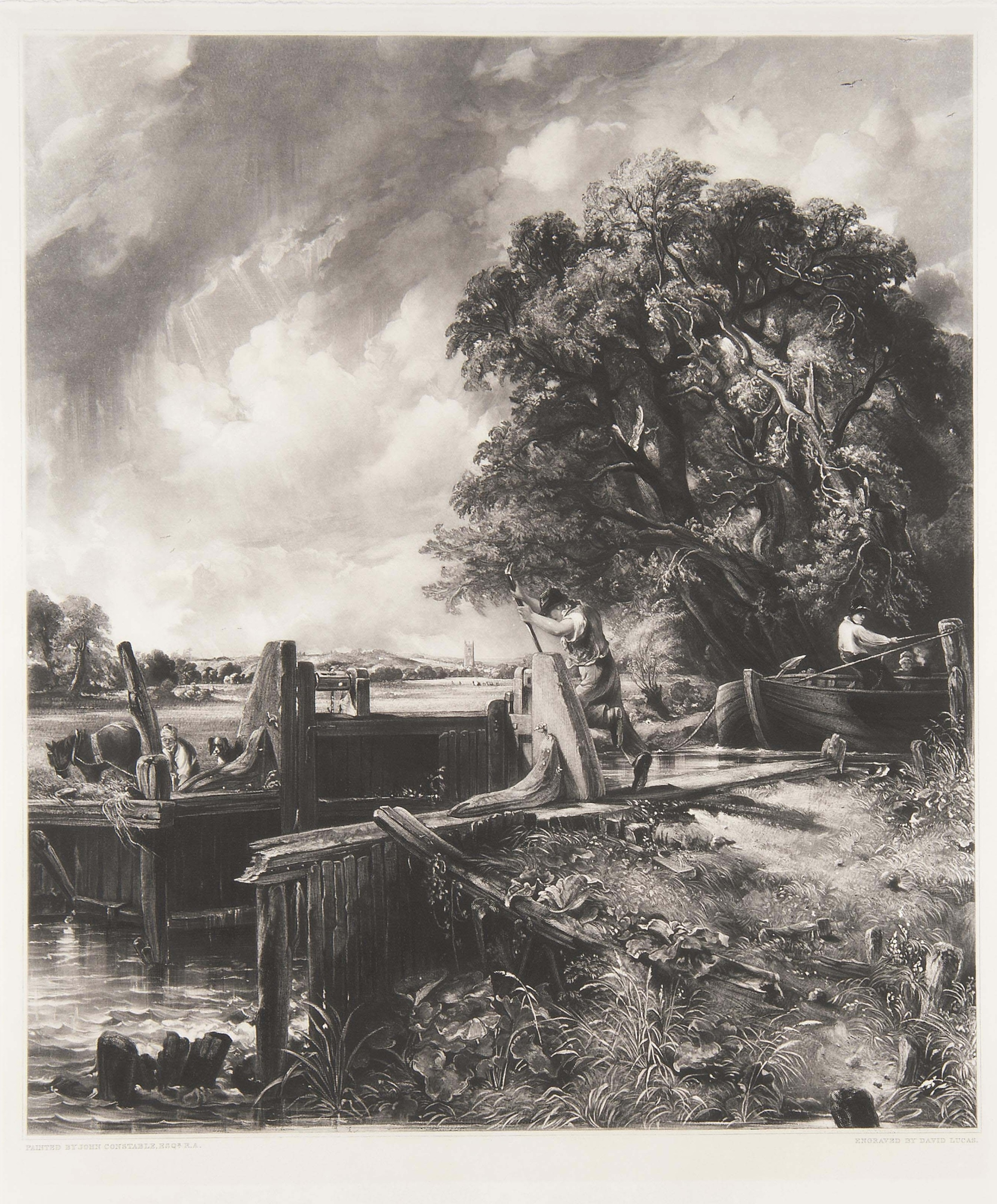
The Lock, et Dedham Vale (1834), par David Lucas, d'après John Constable

Lucas naît le 18 août 1802 à Geddington Chase, dans le Northamptonshire, il devient un élève de Samuel William Reynolds après une rencontre fortuite en 1820. Il s'installe à Londres en tant qu'apprenti et  produit son propre travail en 1827.
En 1829 Lucas connaît John Constable, et travaille intensivement sur des gravures de Constable Various Subjects of Landscape, Characteristic of English Scenery de 1830 à 1832. Il continue à produire des œuvres pour la famille après la mort de Constable en 1837.
Lucas meurt le 22 août 1881, dans une maison de travail à Fulham.